# Lindsay Dracass
Lindsay Dracass (Sheffield, 3 settembre 1984) è una cantante britannica.
Ha rappresentato il Regno Unito all'Eurovision Song Contest 2001 con il brano No Dream Impossible.

## Biografia
Lindsay Dracass è stata scoperta da Alan Wood quando aveva 13 anni, che le ha fatto registrare delle demo con Alan Kirk, per poi inviarle a Peter Van Hooke. Questo le ha permesso di firmare un contratto con la sua casa di produzione, che a sua volta l'ha messa sotto contratto con la Universal.
L'11 marzo 2001 ha partecipato ad A Song for Europe, la selezione britannica per l'Eurovision, cantando No Dream Impossible e venendo incoronata vincitrice dal televoto. All'Eurovision Song Contest 2001, che si è tenuto il successivo 12 maggio a Copenaghen, si è piazzata al 15º posto su 23 partecipanti con 28 punti totalizzati. Il singolo ha raggiunto la 32ª posizione nella classifica britannica.

## Discografia

### Album
- 2019 - Waiting for You

### Singoli
- 2001 - No Dream Impossible
- 2018 - Not Mine